# Colletes prosopidis
Colletes prosopidis är en biart som beskrevs av Cockerell 1897. Colletes prosopidis ingår i släktet sidenbin, och familjen korttungebin. Inga underarter finns listade i Catalogue of Life.